# Harald Norden
Harald Norden (* 15. Dezember 1933 in Frankenhausen) ist ein ehemaliger deutscher Eisschnellläufer.
Norden, der für den SC Wismut Karl-Marx-Stadt startete und als Schlosser bei der Wismut in Karl-Marx-Stadt tätig war, nahm von 1954 bis 1961 an nationalen Wettbewerben teil und wurde im Jahr 1957 bei den DDR-Meisterschaften Vierter im Kleinen Vierkampf. Er nahm an keiner Mehreuropameisterschaft und Mehrkampfweltmeisterschaft teil. International trat er nur in der Saison 1959/60 in Erscheinung, wo er nach mehreren Podestplatzierungen bei Testrennen in Davos, bei den Olympischen Winterspielen 1960 in Squaw Valley den 31. Platz über 1500 m belegte.

## Persönliche Bestzeiten
| Disziplin | Zeit       | Datum           | Ort   |
| --------- | ---------- | --------------- | ----- |
| 500 m     | 44,3 s     | 8. Januar 1960  | Davos |
| 1000 m    | 1:31,4 min | 13. Januar 1960 | Davos |
| 1500 m    | 2:19,9 min | 30. Januar 1960 | Davos |
| 3000 m    | 5:06,7 min | 30. Januar 1960 | Davos |
| 5000 m    | 8:52,8 min | 19. Januar 1960 | Davos |